# Nephtheis fascicularis
Nephtheis fascicularis är en sjöpungsart som först beskrevs av Richard von Drasche-Wartinberg 1882.  Nephtheis fascicularis ingår i släktet Nephtheis och familjen klungsjöpungar. Inga underarter finns listade i Catalogue of Life.